# Charles Frédéric Girard
Charles Frédéric Girard (Mulhouse, 8 de março de 1822 – Neuilly-sur-Seine, 29 de janeiro de 1895) foi um biólogo francês especializado em ictiologia e herpetologia. Nasceu em Mulhouse, França, e estudou na Universidade de Neuchâtel, na Suíça, e foi um estudante de Louis Agassiz. Em 1847, acompanhou Agassiz como seu assistente para Harvard.

## Biografia
Nasceu em Mulhouse, França, e estudou no College of Neuchâtel, na Suíça, como aluno de Louis Agassiz. Em 1847, ele acompanhou Agassiz como seu assistente na Universidade de Harvard. Três anos depois, Spencer Fullerton Baird o chamou ao Smithsonian Institution para trabalhar em sua crescente coleção de répteis, anfíbios e peixes norte-americanos. Ele trabalhou no museu pelos dez anos seguintes e publicou vários artigos, muitos deles em colaboração com Baird.
Em 1854, ele foi naturalizado como cidadão americano. Além de seu trabalho no Smithsonian, ele conseguiu obter um mestrado da Universidade de Georgetown em Washington, D.C. em 1856. Em 1859 ele retornou à França e foi agraciado com o Prêmio Cuvier do Instituto da França por seu trabalho com os répteis e peixes norte-americanos dois anos depois.
Quando a Guerra Civil Americana estourou, ele se juntou aos Confederados como agente de suprimentos médicos e cirúrgicos. Após a guerra, ele permaneceu na França e iniciou a carreira médica. Durante a Guerra Franco-Prussiana, ele serviu como médico militar e publicou um importante artigo sobre a febre tifoide após o Cerco de Paris. Ele permaneceu ativo como médico até ca. 1888. Nos três anos seguintes, ele publicou mais alguns artigos sobre história natural.
Ele se aposentou em 1891 e passou o resto de sua vida em Neuilly-sur-Seine, onde morreu em 1895.

## Lista parcial de publicações
- 1854 : Observations upon a collection of fishes made on the Pacific coast of the United States, by Lieut. W. P. Trowbridge, U. S. A., for the museum of the Smithsonian Institution. Proc. Acad. Nat. Sci. Phila., v. 7 : 142–156.